# راشيل هيرشفيلد
راشيل هيرشفيلد (بالإنجليزية: Rachel Hirschfeld)‏ هي محامية أمريكية، ولدت في 20 يناير 1946 في تل أبيب في إسرائيل، وتوفيت في أكتوبر 2018 في كاليفورنيا في الولايات المتحدة.